# Philadelphus ernestii
Philadelphus ernestii är en hortensiaväxtart som beskrevs av Shiu Ying Hu. Philadelphus ernestii ingår i släktet schersminer, och familjen hortensiaväxter. Inga underarter finns listade i Catalogue of Life.